# Verwaltungsgemeinschaft An der Marke

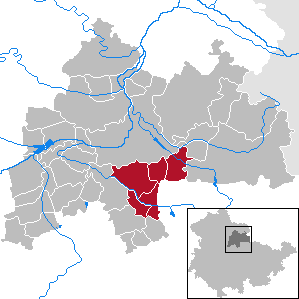
Lage der ehemaligen Verwaltungsgemeinschaft im Landkreis Sömmerda

In der Verwaltungsgemeinschaft An der Marke aus dem thüringischen Landkreis Sömmerda hatten sich fünf Gemeinden zur Erledigung ihrer Verwaltungsgeschäfte zusammengeschlossen. Sitz der Verwaltungsgemeinschaft war in Schloßvippach.

## Die Gemeinden
- Eckstedt
- Markvippach
- Schloßvippach
- Sprötau
- Vogelsberg

## Geschichte
Die Verwaltungsgemeinschaft wurde am 1. Januar 1997 gegründet.
Zum 31. Dezember 2019 hat sich die Verwaltungsgemeinschaft gemäß dem „Thüringer Gesetz zur freiwilligen Neugliederung kreisangehöriger Gemeinden im Jahr 2019“ mit der Verwaltungsgemeinschaft Gramme-Aue zur Verwaltungsgemeinschaft Gramme-Vippach mit Sitz in Schloßvippach zusammengeschlossen.